# 铜匠的圣母堂

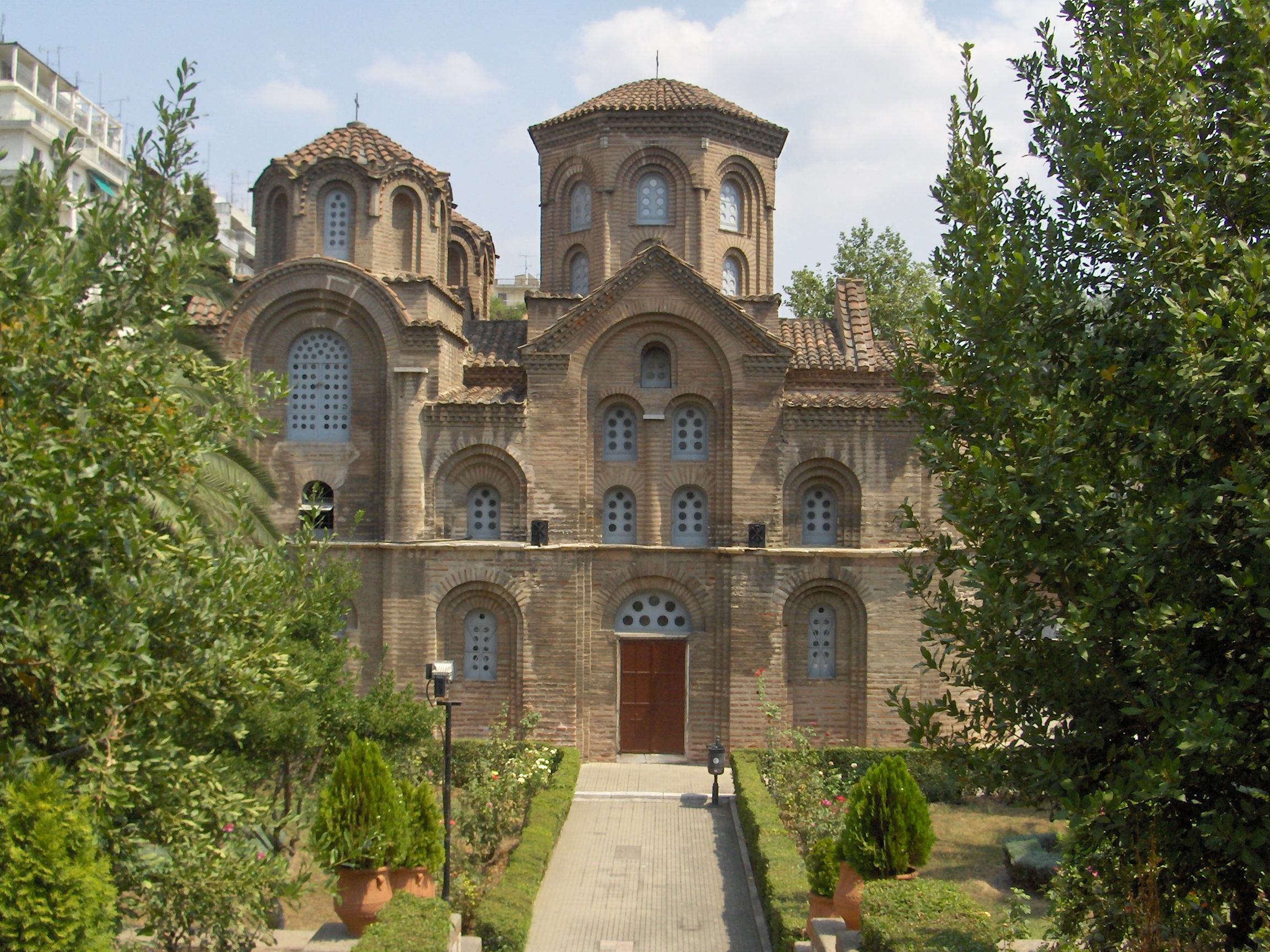
铜匠的圣母堂

铜匠的圣母堂（希臘語：Παναγία τῶν Χαλκέων）是位於希臘北部城市塞薩洛尼基的一座修建於11世紀的拜占庭式教堂。教堂內大部分大理石雕刻和11及14世紀的壁畫都得到了保存。

## 外部連結
维基共享资源上的相關多媒體資源：铜匠的圣母堂
40°38′12.51″N 22°56′37.45″E / 40.6368083°N 22.9437361°E